# Associazione Calcio Udinese 1956-1957
Questa voce raccoglie le informazioni riguardanti l'Associazione Calcio Udinese nelle competizioni ufficiali della stagione 1956-1957.

## Rosa
| N. |                   | Ruolo | Calciatore       |
| -- | ----------------- | ----- | ---------------- |
|    | Italia (bandiera) | P     | Giovanni Romano  |
|    | Italia (bandiera) | P     | Fabio Cudicini   |
|    | Italia (bandiera) | P     | Luigi Geatti     |
|    | Italia (bandiera) | D     | Renato Valenti   |
|    | Italia (bandiera) | D     | Antonio Azimonti |
|    | Italia (bandiera) | D     | Alcide Baccari   |
|    | Italia (bandiera) | C     | Augusto Magli    |
|    | Italia (bandiera) | C     | Enzo Menegotti   |
|    | Italia (bandiera) | C     | Luciano Piquè    |

| N. |                   | Ruolo | Calciatore            |
| -- | ----------------- | ----- | --------------------- |
|    | Italia (bandiera) | C     | Enzo De Giovanni      |
|    | Italia (bandiera) | C     | Renzo Sassi           |
|    | Italia (bandiera) | C     | Odero Gon             |
|    | Italia (bandiera) | A     | Alberto Fontanesi     |
|    | Italia (bandiera) | A     | Amleto Frignani       |
|    | Italia (bandiera) | A     | Mario Pantaleoni      |
|    | Svezia (bandiera) | A     | Bengt Lindskog        |
|    | Italia (bandiera) | A     | Giuseppe Secchi       |
|    | Italia (bandiera) | A     | Giovanni Perissinotto |

## Risultati

### Serie A

#### Girone di andata
| Arbitro: | Liverani (Torino) |

|                         |           |                                                             |
| Lindskog 10’ Secchi 29’ | Marcatori | 1’, 45’ Montuori 67’ Julinho 82’ (rig.) Cervato 86’ Virgili |

| Arbitro: | Bonetto (Torino) |

|             |           |              |
| Campana 80’ | Marcatori | 4’ Fontanesi |

| Arbitro: | Grill |

|                      |           |                          |
| Secchi 18’ Sassi 76’ | Marcatori | 35’ Ghiggia 37’ Lojodice |

| Arbitro: | Coppa (Como) |

|            |           |              |
| Frizzi 30’ | Marcatori | 61’ Lindskog |

| Arbitro: | Campanati (Milano) |

|  |           |               |
|  | Marcatori | 54’ Brighenti |

| Arbitro: | Perego (Milano) |

|                           |           |                              |
| Antoniotti 28’ Hamrin 79’ | Marcatori | 7’, 73’ Secchi 43’ Menegotti |

| Arbitro: | De Gregorio (Legnano) |

|                                 |           |                            |
| Lindskog 41’, 77’ Menegotti 47’ | Marcatori | 1’ Di Giacomo 79’ Broccini |

| Arbitro: | Canepa (Genova) |

|                      |           |  |
| Bean 47’ Mariani 65’ | Marcatori |  |

| Arbitro: | Bernardi (Bologna) |

|                                 |           |              |
| Vivolo 13’ (rig.) Carradori 69’ | Marcatori | 65’ Lindskog |

| Arbitro: | De Gregorio (Legnano) |

|                         |           |  |
| Piquè 27’ Menegotti 34’ | Marcatori |  |

| Arbitro: | Griggi (Brescia) |

|                              |           |               |
| Fontanesi 59’ Pantaleoni 64’ | Marcatori | 90’ Beltrandi |

| Arbitro: | Bonetto (Torino) |

|                     |           |                |
| Bassetto 49’ (rig.) | Marcatori | 70’ Pantaleoni |

| Arbitro: | Orlandini (Roma) |

|               |           |  |
| Menegotti 19’ | Marcatori |  |

| Arbitro: | Perego (Milano) |

|                                             |           |               |
| Chiumento 15’ Bonistalli 55’, 65’ Golin 71’ | Marcatori | 84’ Fontanesi |

| Arbitro: | Righi (Milano) |

|               |           |                                                     |
| Fontanesi 47’ | Marcatori | 69’, 80’ Pascutti 72’ Pivatelli 82’, 86’ Cervellati |

| Arbitro: | Campanati (Milano) |

|                           |           |  |
| Conti 10’, 74’ Ronzon 51’ | Marcatori |  |

| Arbitro: | Perego (Milano) |

|                                                               |           |            |
| Fontanesi 42’ Secchi 51’ Lindskog 66’ Lindskog 79’ Secchi 88’ | Marcatori | 73’ Tacchi |

#### Ritorno
| Arbitro: | De Gregorio (Milano) |

|                          |           |            |
| Taccola 25’ Bizzarri 90’ | Marcatori | 19’ Secchi |

| Arbitro: | Boati (Milano) |

|                                      |           |                        |
| Frignani 20’ Secchi 56’ Lindskog 78’ | Marcatori | 49’ David 55’ Lojacono |

| Arbitro: | Annoscia (Bari) |

|                                                                    |           |               |
| Venturi 43’ (rig.) Lojodice 53’ Nordahl 61’, 74’ Da Costa 87’, 90’ | Marcatori | 25’ Fontanesi |

| Arbitro: | Righi (Milano) |

|                                                 |           |           |
| Secchi 22’, 77’ Frignani 47’, 75’ Fontanesi 49’ | Marcatori | 73’ Magli |

| Arbitro: | Jonni (Macerata) |

|           |           |  |
| Szőke 49’ | Marcatori |  |

| Arbitro: | Moriconi (Roma) |

|                                        |           |  |
| Frignani 38’ Pantaleoni 53’ Secchi 54’ | Marcatori |  |

| Arbitro: | Bonetto (Torino) |

|                        |           |                    |
| N.Å.Sandell 47’ (rig.) | Marcatori | 86’ (aut.) A.Villa |

| Arbitro: | Marchese (Napoli) |

|                          |           |                     |
| Frignani 7’ Lindskog 19’ | Marcatori | 58’ (rig.) Liedholm |

| Arbitro: | Guarnaschelli (Pavia) |

|                                |           |  |
| Lindskog 58’ (rig.) Secchi 71’ | Marcatori |  |

| Arbitro: | Jonni (Macerata) |

|  |           |               |
|  | Marcatori | 67’ Fontanesi |

| Arbitro: | Liverani (Torino) |

|                           |           |              |
| Beltrandi 39’ Vinício 53’ | Marcatori | 78’ Lindskog |

| Arbitro: | Seipelt |

|                                |           |  |
| Pantaleoni 45’ Secchi 80’, 82’ | Marcatori |  |

| Arbitro: | Marangio (Roma) |

|                                              |           |                                           |
| Pandolfini 30’ (rig.) De Giovanni 63’ (aut.) | Marcatori | 42’ Pantaleoni 80’ Lindskog 85’ Fontanesi |

| Udine 19 maggio 1957 31ª giornata | Udinese          | 0 – 0 | Padova | Stadio Moretti\| Arbitro: \| Orlandini (Roma) \| |
| Arbitro:                          | Orlandini (Roma) |       |        |                                                  |

| Arbitro: | Bonetto (Torino) |

|                                    |           |                             |
| Pascutti 32’, 66’ Bonafin 36’, 48’ | Marcatori | 5’ Lindskog 69’, 77’ Secchi |

| Arbitro: | Rebuffo (Milano) |

|                              |           |  |
| Lindskog 48’, 75’ Secchi 89’ | Marcatori |  |

| Arbitro: | Bartolomei (Roma) |

|                                          |           |            |
| Armano 72’ (rig.) Ricagni 78’ Tacchi 83’ | Marcatori | 25’ Secchi |

## Statistiche[2][3]

### Statistiche dei giocatori
| Giocatore       | Serie A  | Serie A |
| Giocatore       | Presenze | Reti    |
| --------------- | -------- | ------- |
| A. Azimonti     | 21       | 0       |
| A. Baccari      | 7        | 0       |
| F. Cudicini     | 13       | -13     |
| E. De Giovanni  | 22       | 0       |
| A. Fontanesi    | 34       | 9       |
| A. Frignani     | 33       | 5       |
| L. Geatti       | 6        | -13     |
| O. Gon          | 4        | 0       |
| B. Lindskog     | 30       | 15      |
| A. Magli        | 29       | 0       |
| E. Menegotti    | 28       | 4       |
| M. Pantaleoni   | 30       | 5       |
| G. Perissinotto | 1        | 0       |
| L. Piquè        | 26       | 1       |
| G. Romano       | 15       | -32     |
| R. Sassi        | 13       | 1       |
| G. Secchi       | 28       | 18      |
| R. Valenti      | 34       | 0       |